# Langues bendi
Cet article concerne la famille de langues nigéro-congolaise. Pour la langue nilo-saharienne, voir bendi.
Les langues bendi sont un groupe de langues nigéro-congolaises, assez mal connues jusqu'à présent, du fait que très peu de recherches ont été menées et que les travaux modernes qui existent, portant principalement sur le bekwarra et le boki, restent inédits ou inaccessibles.

## Nom
Le nom « Bendi » (Bɛ̀-ndì) est proposé à l'origine par David Crabb (1967), à partir du mot pour « personne ». Winston (1964-1965) les appelle « Boki-Sbɛkwara » en se basant sur leurs membres les plus connus, mais ce nom n'a pas été adopté.

## Classification
Greenberg (1966) les classe comme faisant partie du groupe des langues cross river, ce qui est accepté par des auteurs ultérieurs. L'absence de données publiées pourrait bien expliquer pourquoi leur classification est généralement reprise sans commentaire. La base de données linguistiques Ethnologue, Languages of the World utilise d'ailleurs encore ce classement.
Pourtant, Blench (2011), émet l'hypothèse qu'elles pourraient en fait être une branche des langues bantoïdes méridionales, et observe des similitudes avec les langues ekoïdes notamment. Glottolog reprend cette classification.

### Liste des langues bendi
Les langues bendi sont constituées des langues suivantes (avec entre crochets leur codes Ethnologue et Glottolog) :
- alege [alf/aleg1238]
- bekwarra [bkv/bekw1241]
- bete-bendi [btt/bete1262]
- boki [bky/boky1238]
- bumaji [byp/buma1244]
- obanliku [bzy/oban1244]
- putukwam [afe/putu1241]
- ubang [uba/uban1243]
- ukpe-bayobiri [ukp/ukpe1247]